# Vil·la Tugendhat
La Vil·la Tugendhat és un edifici dels arquitectes alemanys Lilly Reich i Ludwig Mies van der Rohe.
Segons la Unesco, és «un exemple remarcable de l'estil internacional en l'arquitectura moderna tal com es va desenvolupar a Europa en el transcurs dels anys vint. El seu valor particular rau en l'aplicació de principis espacials i estètics innovadors, encaminats a satisfer les necessitats creades per l'estil de vida contemporani mitjançant la utilització de les possibilitats ofertes per la producció industrial moderna».

## La casa
La vil·la està situada a la ciutat de Brno, prop del parc central Luzanky, actualment República Txeca, sobre un terreny en pendent.
Ludwig Mies van der Rohe desenvolupa en la vil·la Tugendhat la seva concepció del plànol lliure, on els espais lligats a una funció (menjador, escriptori, saló, etcètera) són definits sense separacions.
L'estructura d'acer, com en el Pavelló alemany de l'Exposició Universal de Barcelona (1929), permet distribuir els diferents espais amb gran llibertat.
Mies van der Rohe va dissenyar, com ho feia habitualment, tot el mobiliari.

## Història
Construïda entre 1929 i 1930 per a Fritz Tugendhat i la seva esposa Greta, els pares del filòsof alemany Ernst Tugendhat, ràpidament es converteix en un icona de l'arquitectura moderna funcionalista.
Els Tugendhat (que eren judeotxecs de parla alemanya) van fugir quan l'amenaça de la invasió de l'Alemanya nazi es va tornar imminent. Van partir primer cap a Suïssa i després a Veneçuela. Temps després van tornar a Suïssa i Greta va tornar a la vil·la on veu la casa destrossada i dos anys més tard mor.
Durant la Segona Guerra Mundial, la vil·la va ser ocupada pels alemanys que hi van instal·lar una oficina de construcció de fàbriques Messerschmitt. Després de la derrota alemanya va ser ocupada pels soviètics i durant ambdues ocupacions la vil·la va ser danyada i saquejada.
L'any 1955, la vil·la es converteix en propietat estatal i funciona com a centre de reeducació de nens.
L'any 1963, la vil·la Tugendhat fou proclamada monument cultural i fou restaurada.
A la vil·la Tugendhat es van trobar en 1993 els primers ministres txec i eslovac, Václav Klaus i Vladimír Emčiar, per ajustar la divisió de Txecoslovàquia.
Actualment la vil·la està oberta al públic, s'hi ha un museu i l'alcaldia de Brno hi organitza activitats culturals.
La vil·la Tugendhat fou declarada Patrimoni de la Humanitat per la Unesco l'any 2002. Les subvencions de la Unesco han servit per restaurar la vil·la de la forma més fidel possible al projecte original, en particular pel que fa als materials.
En aquests moments la vil·la ha estat lliurada als descendents del seu propietari original, a qui va ser arrabassada durant els conflictes interns polítics txecs després de la Segona Guerra Mundial. La senyora Danielle Hammer-Tugendhat és la que actualment s'encarrega de la vil·la juntament amb la seva germana Ruth i desitgen portar una reconstrucció ràpida i professional de l'immoble. Cal destacar que el 70% de la casa es va restaurar amb les parts originals amb les quals es van trobar en diversos llocs del país.

## Galeria d'imatges

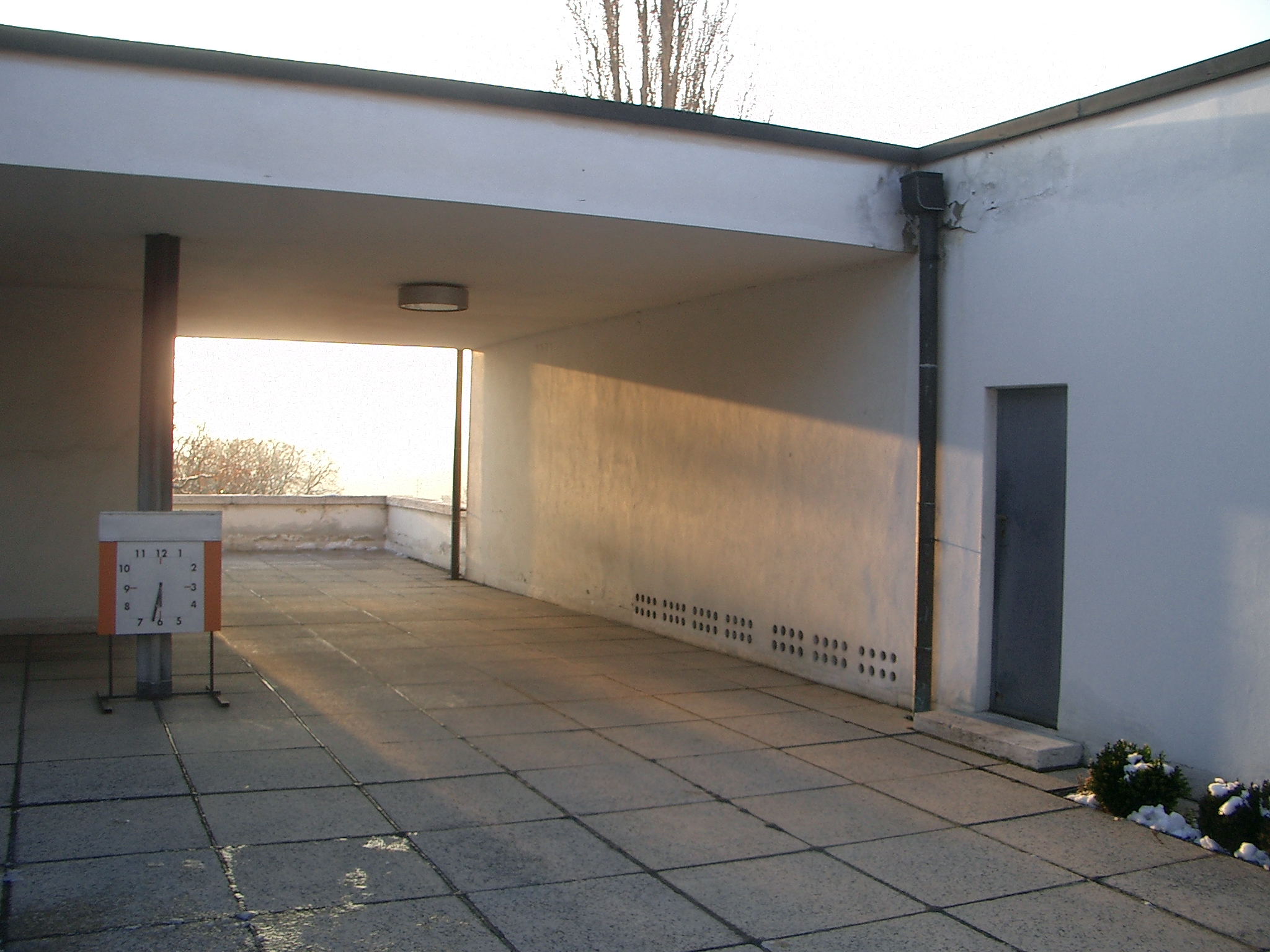
Entrada.
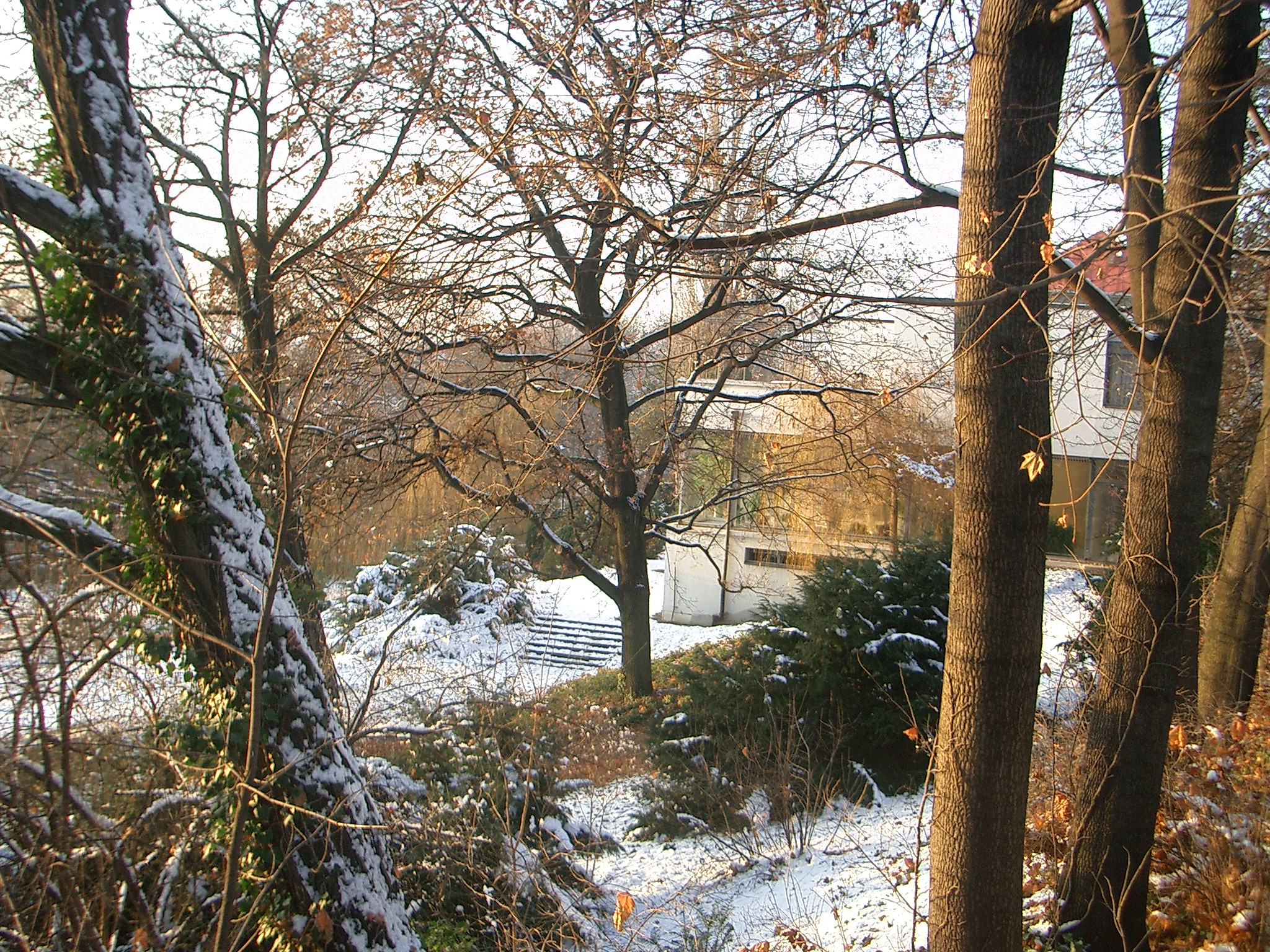
Costat de la vila.
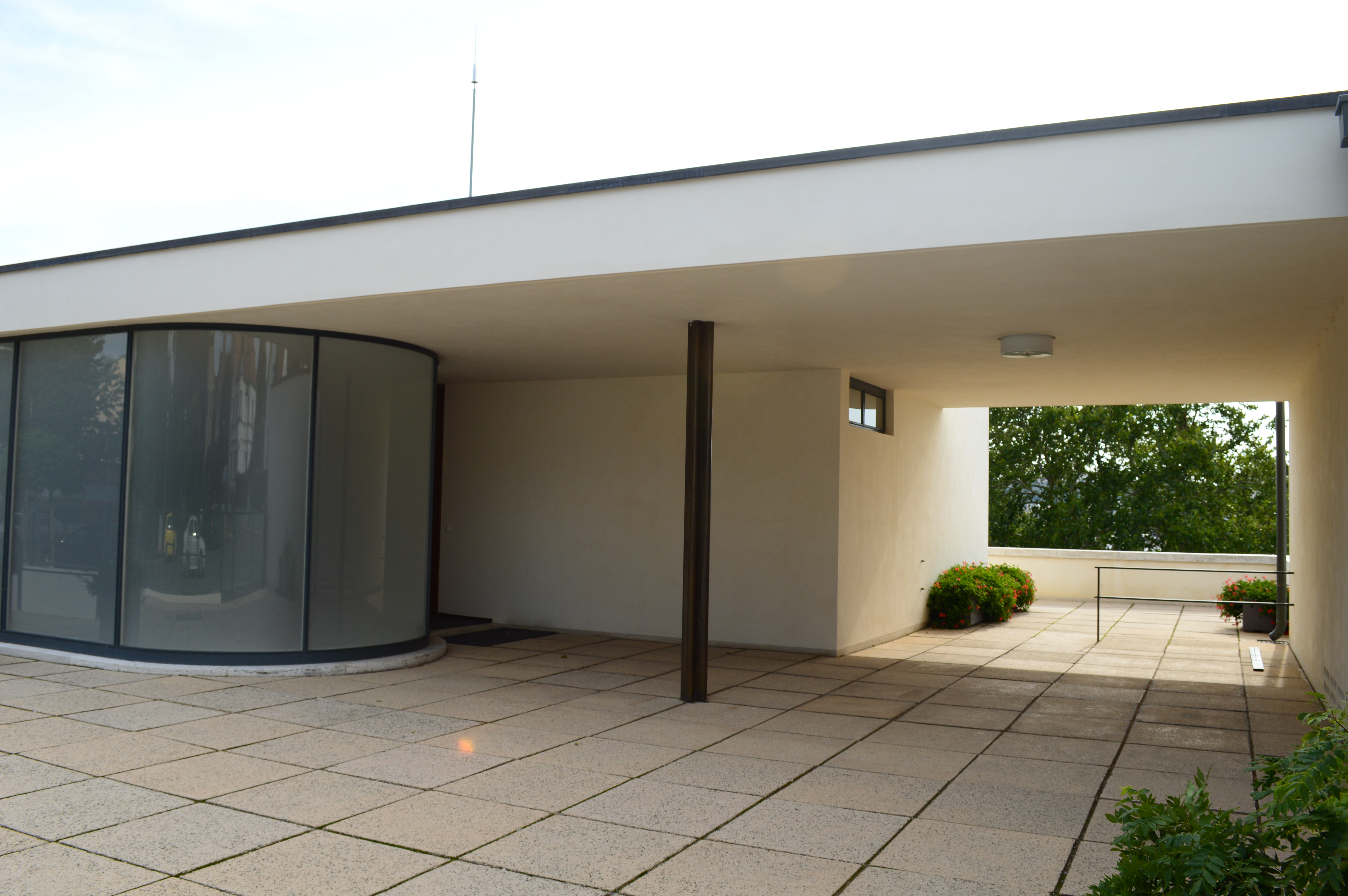
Vista frontal
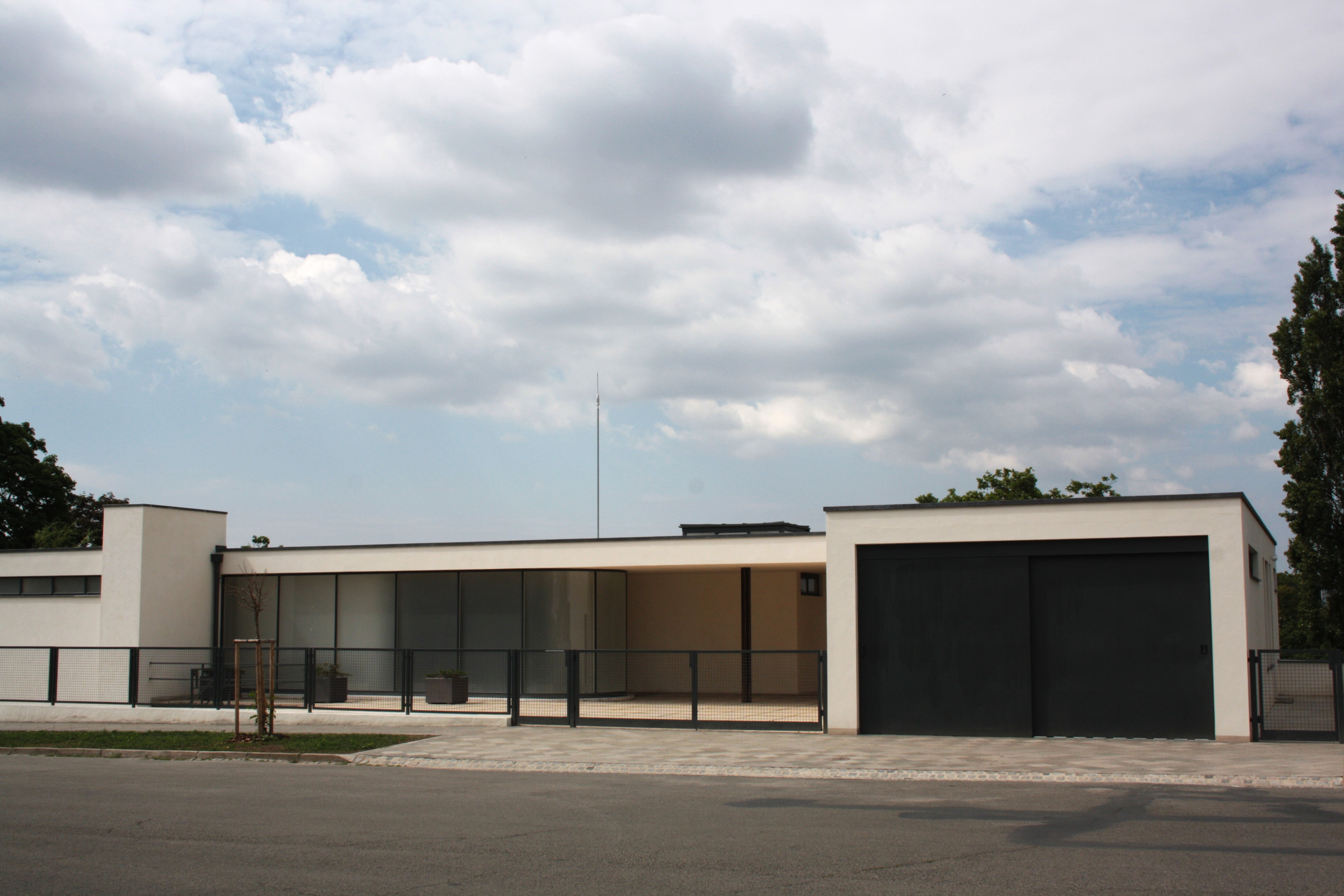
Vista des del carrer després de la reconstrucció del 2012
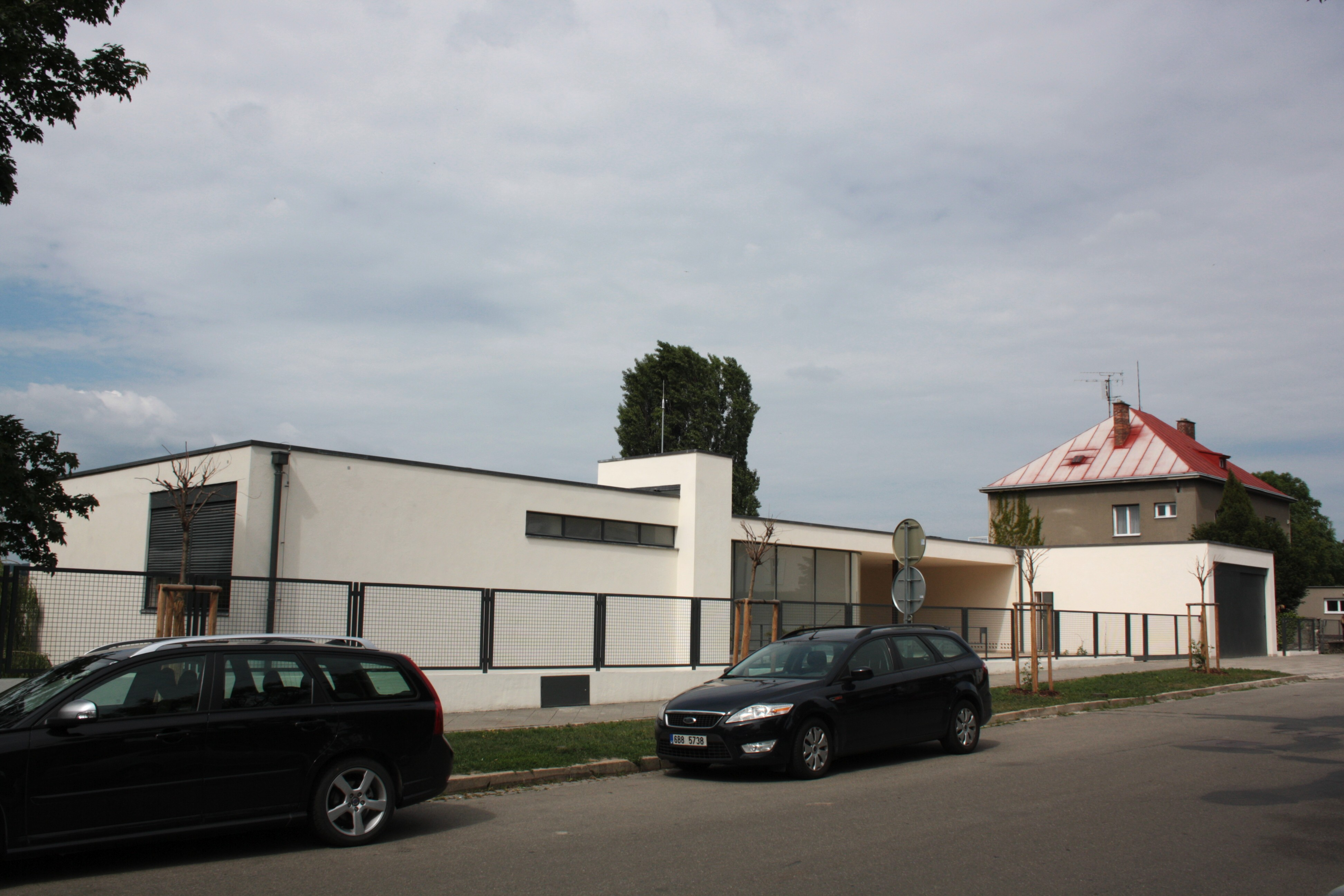
Vista del cantó esquerra des del carrer (2012)
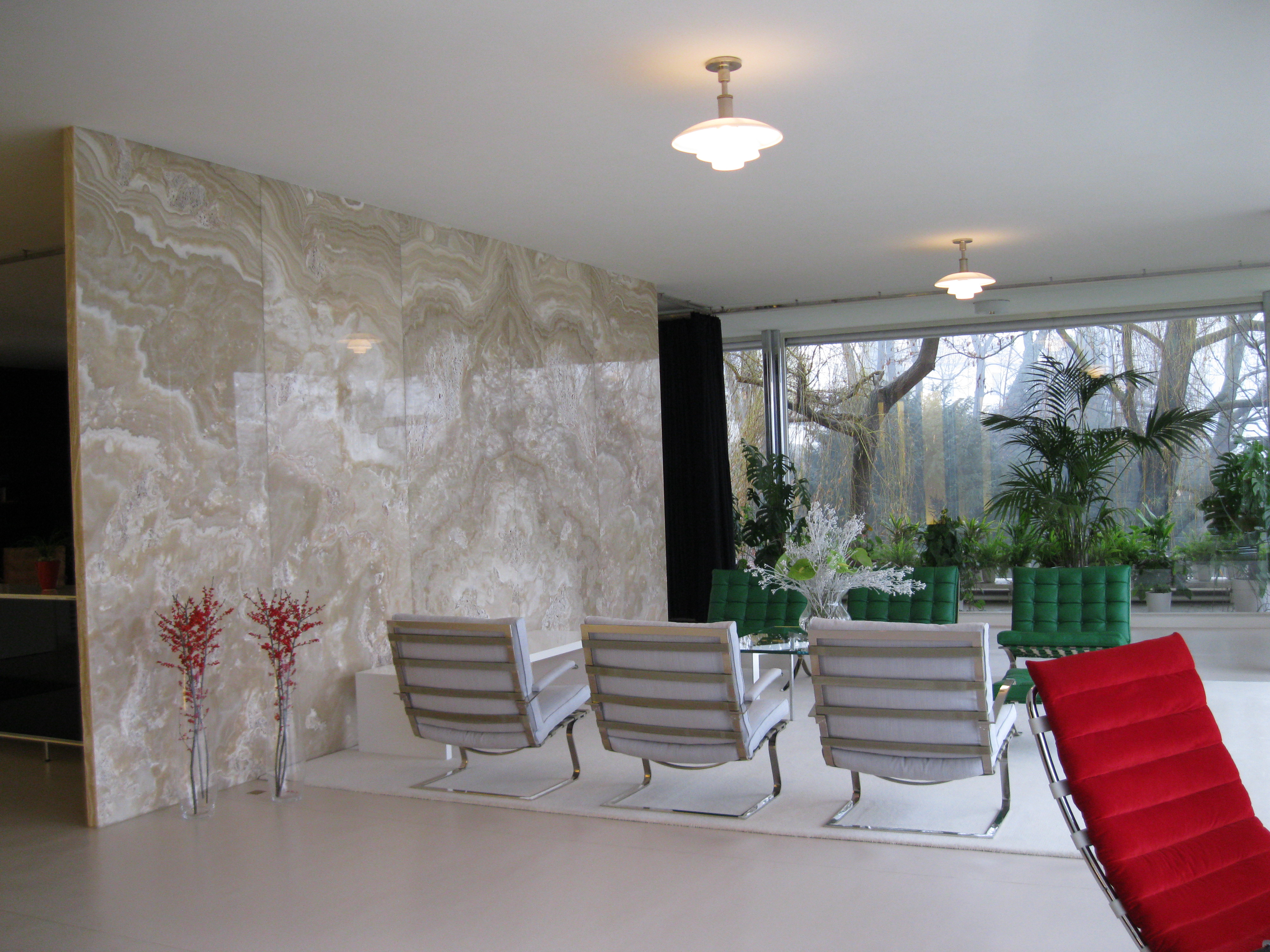
Paret d'ònix a la sala d'estar
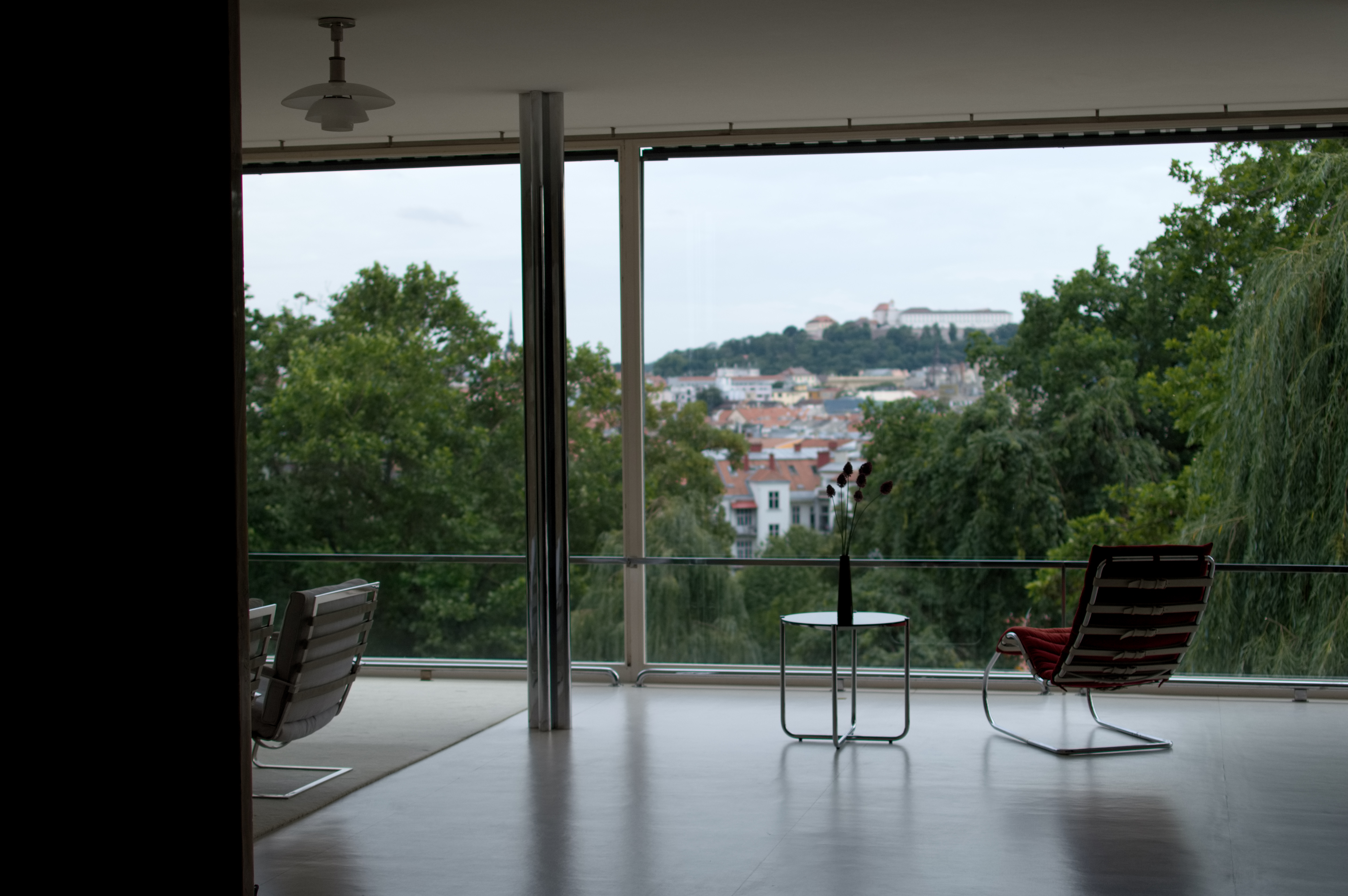
Interior de la Vila Tugendhat
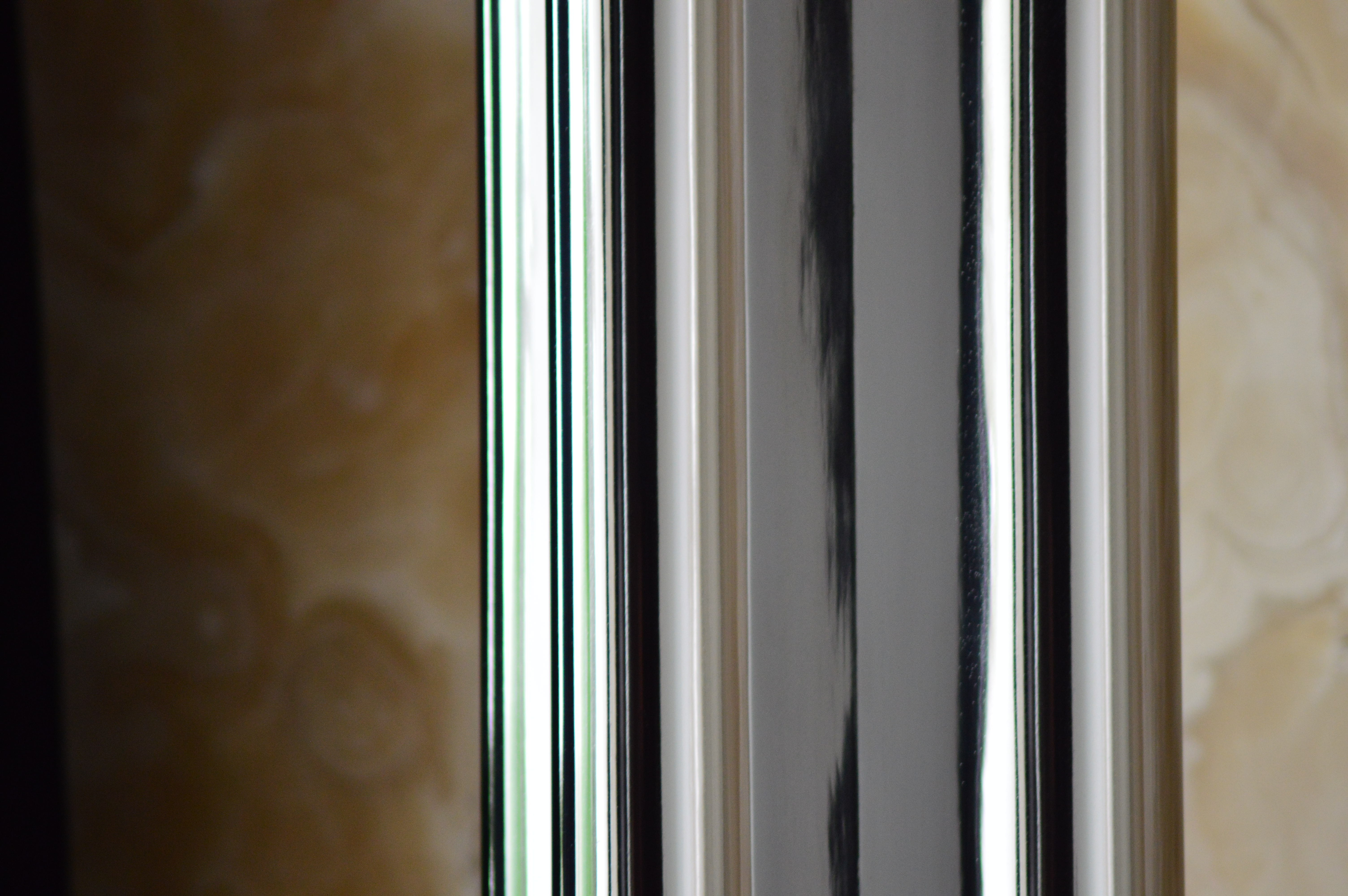
Interior de la Vila Tugendhat